# 寅次郎的故事21 走自己的路
《寅次郎的故事21 走自己的路》（日語：男はつらいよ 寅次郎わが道をゆく）是一部1978年上映的日本喜剧电影，亦是《寅次郎的故事系列》第二十一部剧场版作品。由山田洋次导演，渥美清、倍赏千惠子、前田吟、下条正巳、三崎千惠子及木之实奈奈等主演，1978年8月5日上映。

## 劇情簡介
寅次郎經過在日本各地流浪後，又回到東京柴又老家。叔叔剛好從疾病中恢復過來，寅次郎也像家人一樣，為叔叔送上「慰問金」。與隣人爆發打鬥後，寅次郎憤而離去。在長崎附近一個小鎮遇到了因失戀而痛苦的留吉，寅次郎帶同留吉回到東京。二人觀看松竹歌劇團表演時，被當中的紅奈奈子所吸引，原來奈奈子是櫻的老同學。奈奈子雖然醉心於舞台事業，但最後都選擇了跟她已相戀十年的男朋友。寅次郎在心碎之餘，唯有再次踏上出走之路。

## 主要演员
- 车寅次郎：渥美清
- 诹访樱：倍赏千惠子
- 车龙造（叔父）：下条正巳
- 车つね（姑妈）：三崎千惠子
- 诹访博：前田吟
- 桂梅太郎（タコ社长）：太宰久雄
- 源公：佐藤蛾次郎
- 诹访满男：中村隼人
- 御前样：笠智众
- 红奈奈子：木之实奈奈
- 后藤留吉：武田铁矢
- 富士しのぶ：梓しのぶ
- 留吉的母亲：杉山德子
- 温泉旅馆的父亲：犬塚弘
- 春子：冈本茉莉
- 备后屋：佐山俊二
- 夕月静香：小月冴子
- 古城ゆかり：春日宏美
- 宮田隆：龙雷太

### 英文
- . 英国电影协会.   [2013-07-29]. （原始内容存档于2012-10-17） （英语）.
- . Complete Index to World Film.   [2013-07-29]. （原始内容存档于2012-09-13） （英语）.
- 互联网电影数据库（IMDb）上《Otoko wa tsurai yo: Torajiro wagamichi wo yuku (1978)》的资料（英文）
- Galbraith IV, Stuart. . DVD Talk. 2006-03-14  [2013-07-29]. （原始内容存档于2012-10-09） （英语）.

### 德文
- . www.molodezhnaja.ch.   [2013-07-29]. （原始内容存档于2013-05-20） （德语）.

### 日文
- . www.allcinema.net.   [2013-07-29]. （原始内容存档于2013-12-07） （日语）.
- . 日本电影院数据库（日本文化厅）.   [2013-07-29]. （原始内容存档于2012-03-11） （日语）. 外部链接存在于|publisher= (帮助)
- . 日本电影数据库.   [2013-07-29]. （原始内容存档于2013-11-05） （日语）.
- . 电影旬报.   [2013-07-29]. （原始内容存档于2012-03-09） （日语）.

### 中文
- . 豆瓣电影.   [2013-07-29]. （原始内容存档于2013-07-30）.